# 小行星5904
小行星5904（英語：5904 Wurttemberg）是一颗围绕太阳公转的小行星。1989年1月10日，佛蒙特·伯根在陶腾堡发现了此天体。
这颗小行星的绝对星等为138.7323578685221等。